# Euchemotrema leai
Euchemotrema leai är en snäckart som först beskrevs av A. Binney 1841.  Euchemotrema leai ingår i släktet Euchemotrema och familjen Polygyridae. Inga underarter finns listade i Catalogue of Life.